# Dianemobius timphus
Dianemobius timphus är en insektsart som beskrevs av Sigfrid Ingrisch 2001. Dianemobius timphus ingår i släktet Dianemobius och familjen syrsor. Inga underarter finns listade i Catalogue of Life.